# Лоренцо II Медичи
Лоренцо II ди Пьеро де Медичи (итал. Lorenzo di Piero de' Medici; 12 сентября 1492 — 4 мая 1519) — капитан-генерал Флорентийской республики с 1516 года и герцог Урбинский с 1516 года из рода Медичи. Сын Пьеро II Невезучего и Альфонсины Орсини, внук Лоренцо Великолепного, отец могущественной королевы Франции Екатерины Медичи.

## Биография
Папа римский Лев X из рода Медичи, заботясь о семейственных интересах, передал 24-летнему племяннику Лоренцо владение герцогством Урбинским, отобранным у рода делла Ровере. Франческо Мария I делла Ровере в ходе Урбинской войны сумел вернуть себе владение городом. Лоренцо возглавил 10-тысячный отряд, отправившийся на завоевание Урбино, но был ранен и вернулся в Тоскану ни с чем. Вернуть себе владение городом он смог по Урбинскому договору 1517 года, завершившим войну.
Лоренцо де Медичи был женат на Мадлен де ла Тур. Их дочь Екатерина Медичи (будущая королева Франции) родилась за три недели до смерти отца. Алессандро Медичи, герцог Флоренции был его внебрачным сыном.
Преждевременная смерть герцога Урбинского наступила, вероятно, от сифилиса. Согласно маршалу де Флоранжу, Лоренцо уже ко времени брака был болен и передал эту болезнь Мадлен.
Лоренцо де Медичи покоится в капелле Медичи в грандиозной гробнице, изваянной Микеланджело. В Эрмитаже находится скульптура скорчившегося мальчика работы Микеланджело, которая предназначалась к установке над надгробием Лоренцо.
Трактат флорентийского писателя Никколо Макиавелли «Государь» (1513) посвящён Лоренцо де Медичи как молодому правителю, который мог бы объединить всю Италию, выслав иностранных оккупантов.